# Бернд Клюг
Бернд-Георг «Берні» Клюг (нім. Bernd-Georg "Bernie" Klug; 12 грудня 1914, Вупперталь — 15 червня 1975, Кіль) — німецький морський офіцер, корветтен-капітан крігсмаріне, адмірал флотилії бундесмаріне. Кавалер Лицарського хреста Залізного хреста з дубовим листям.

## Біографія
В 1933 році вступив у ВМФ. Закінчив військово-морське училище. Учасник Громадянської війни в Іспанії. На початку Другої світової війни командував торпедним катером S-28 в складі 1-ї флотилії торпедних катерів. Здійснив понад 100 бойових виходів під час Норвезької кампанії, а також в район Ла-Маншу і в Східну Балтику. З серпня 1941 року командував 5-ю флотилією торпедних катері, яка стала найрезультативнішою у ВМФ Німеччини — на її рахунку 16 торгових суден, 3 ескадрених міноносці, 4 сторожовика і 2 інші військові кораблі). У червні 1944 року переведений в штаб командувача торпедними катерами 1-м офіцером Адмірал-штабу і залишався на цій посаді до кінця війни. У травні 1945 інтернований британськими військами. У травні 1946 року звільнений. В 1956 році вступив на службу у ВМС ФРН, займав пост військово-морського аташе у Франції, командира флотилії торпедних катерів (1962–1964), командувача на Північному морі (1964–1966) і начальника військово-морського училища в Мюрвіку. В 1968 році вийшов у відставку.

## Звання
- Кадет (23 вересня 1933)
- Єфрейтор (1 квітня 1934)
- Фенріх-цур-зее (1 липня 1934)
- Обермат (1 жовтня 1934)
- Обер-фенріх-цур-зее (1 квітня 1936)
- Лейтенант-цур-зее (1 жовтня 1936)
- Оберлейтенант-цур-зее (1 червня 1938)
- Капітан-лейтенант (1 січня 1941)
- Корветтен-капітан (1 березня 1943)
- Фрегаттен-капітан (4 квітня 1956)
- Капітан-цур-зее (14 січня 1963)
- Адмірал флотилії (14 жовтня 1966)

## Нагороди
- Медаль «За вислугу років у Вермахті» 4-го класу (4 роки; 31 березня 1937)
- Іспанський хрест в бронзі (6 червня 1939)
- Медаль «У пам'ять 1 жовтня 1938» (1 вересня 1939)
- Залізний хрест
  - 2-го класу (10 квітня 1940)
  - 1-го класу (7 серпня 1940)
- Нагрудний знак «За поранення» в чорному (10 липня 1941)
- Нагрудний знак торпедних катерів з діамантами
  - знак (16 грудня 1940)
  - діаманти (15 січня 1944)
- Лицарський хрест Залізного хреста з дубовим листям
  - лицарський хрест (12 березня 1941)
  - дубове листя (№361; 1 січня 1944) — за успіхи 5-ї флотилії торпедних катерів.
- Орден Хреста Свободи 4-го класу з мечами (Фінляндія; 10 липня 1941)
- Відзначений у Вермахтберіхт (28 квітня 1944)
- Фронтова планка флоту
- Німецький спортивний знак
- Орден Почесного легіону, командорський хрест (Франція; 1960)